# Artur Śledzik
Artur Śledzik (ur. 26 stycznia 1986 w Poznaniu) – polski wioślarz.

## Osiągnięcia
- Mistrzostwa Świata Juniorów – Ateny 2003 – dwójka podwójna – 8. miejsce[1].
- Mistrzostwa Świata Juniorów – Banyoles 2004 – dwójka podwójna – 2. miejsce[1].
- Mistrzostwa Świata U-23 – Amsterdam 2005 – dwójka podwójna – 6. miejsce[1].
- Mistrzostwa Świata U-23 – Hazewinkel 2006 – dwójka podwójna – 10. miejsce[1].
- Mistrzostwa Świata U-23 – Glasgow 2007 – czwórka podwójna – 7. miejsce[1].
- Mistrzostwa Europy – Poznań 2007 – czwórka podwójna  – 9. miejsce[1].
- Mistrzostwa Europy – Ateny 2008 – czwórka podwójna  – 7. miejsce[1].